# Le Couronnement de la Vierge (Fra Angelico, Florence)
Le Couronnement de la Vierge est un tableau a tempera sur toile représentant le Couronnement de la Vierge réalisé par le  peintre italien du début de la Renaissance Fra Angelico, exécuté autour de 1432. Il est conservé au musée des Offices de Florence. L'artiste a exécuté une autre version du Couronnement de la Vierge (c. 1434-1435), maintenant au musée du Louvre à Paris.

## Histoire
L'œuvre est mentionnée comme étant de Fra Angelico dans un manuscrit de la Bibliothèque Nationale de Florence et Giorgio Vasari écrit qu'il était situé dans l'église Sant'Egidio à Florence. Deux panneaux de la prédelle qui faisaient partie de l'œuvre sont connus : ils décrivent le Mariage et les Funérailles de la Vierge, et sont actuellement exposées dans le musée San Marco.

## Description
La peinture comporte un fond doré, héritage de la peinture médiévale, devant lequel le Paradis est montré comme le lieu du Couronnement.
Il peint le Christ couronnant la Vierge ; l'ensemble des deux figures est entouré de rayons de gloire symbolisant la lumière divine. La peinture a une dimension mystique que l'on retrouve dans d'autres œuvres de Fra Angelico, avec une grande foule de saints, d'anges et de bienheureux. Sur la gauche, au premier plan, est saint Egidius, titulaire de l'église qui abritait l'œuvre. Son visage est peut-être modelé sur celui d'Antonin de Florence, l'ancien prieur du couvent San Marco, auquel Fra Angelico appartenait. Il est suivi par Zénobe de Florence, saint François et saint Dominique. Sur le côté droit se trouvent des femmes saintes : parmi elles, Marie-Madeleine, agenouillée. Au fond sont figurés des anges musiciens. 
La structure de l'œuvre et l'utilisation de couleurs brillantes montre l'influence du maître de Fra Angelico, Lorenzo Monaco, qui a exécuté un autre Couronnement de la Vierge, également aux Offices.

Panneaux de la prédelle
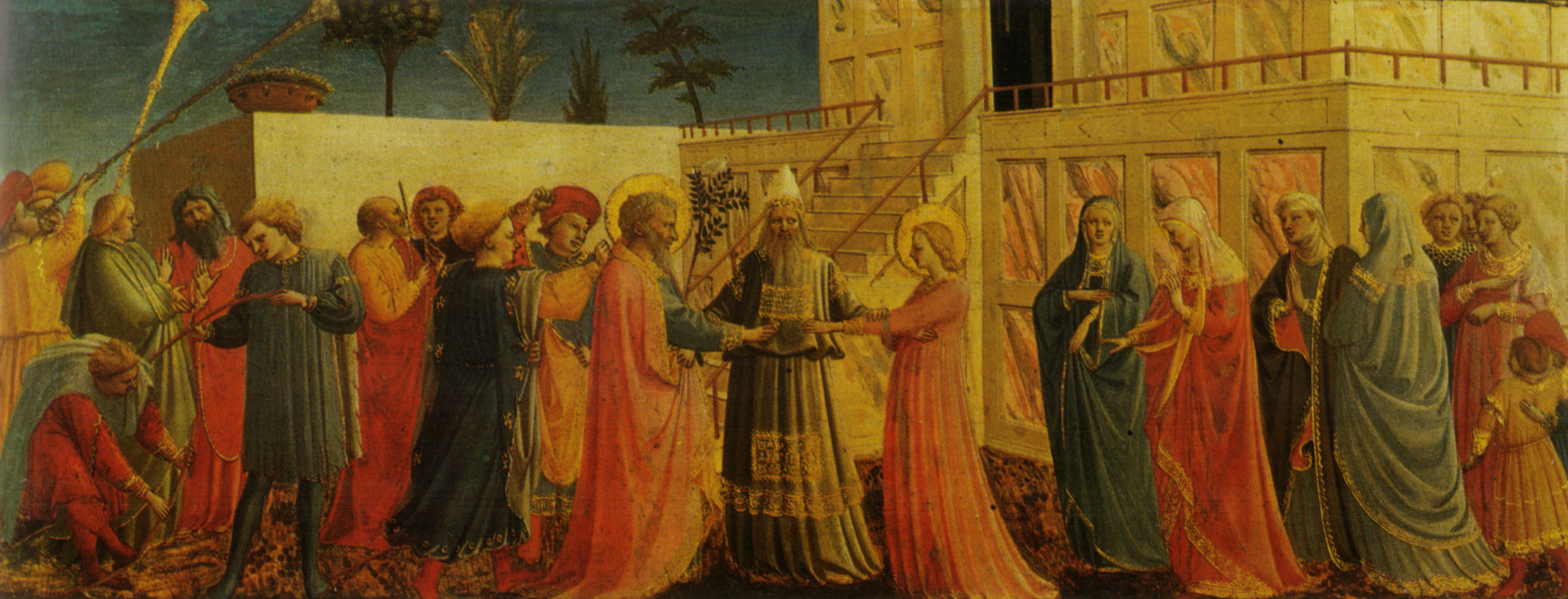
Mariage de la Vierge.
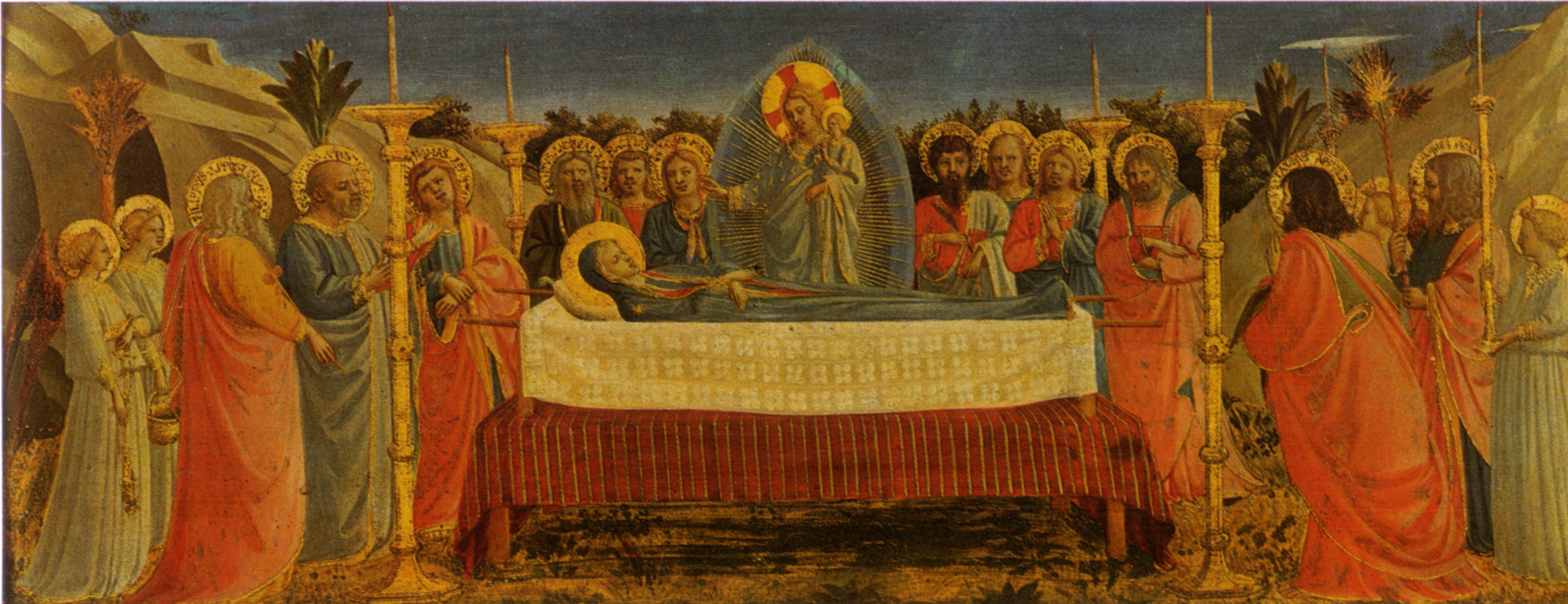
Mort de la Vierge.

## Postérité
Le tableau fait partie du musée imaginaire de l'historien français Paul Veyne, qui le décrit dans son ouvrage justement intitulé Mon musée imaginaire.

## Sources
- John Pope-Hennessy, Beato Angelico, Florence, Scala, 1981
- Guido Cornini, Beato Angelico, Florence, Giunti, 2000, 50 p. (ISBN 88-09-01602-5, lire en ligne)